# Tucuruí
Tucuruí est une cité de l'État du Pará au Brésil. Elle est située dans la microrégion de Tucuruí, mésorégion du Sudeste Paraense. La municipalité avait une population de 79 551 habitants en 2003 et une superficie de 2 096 km2. Elle possède une des plus importantes usines hydroélectriques du monde, l'Usina Hidrelétrica Tucuruí, construite et en opération depuis 1984.

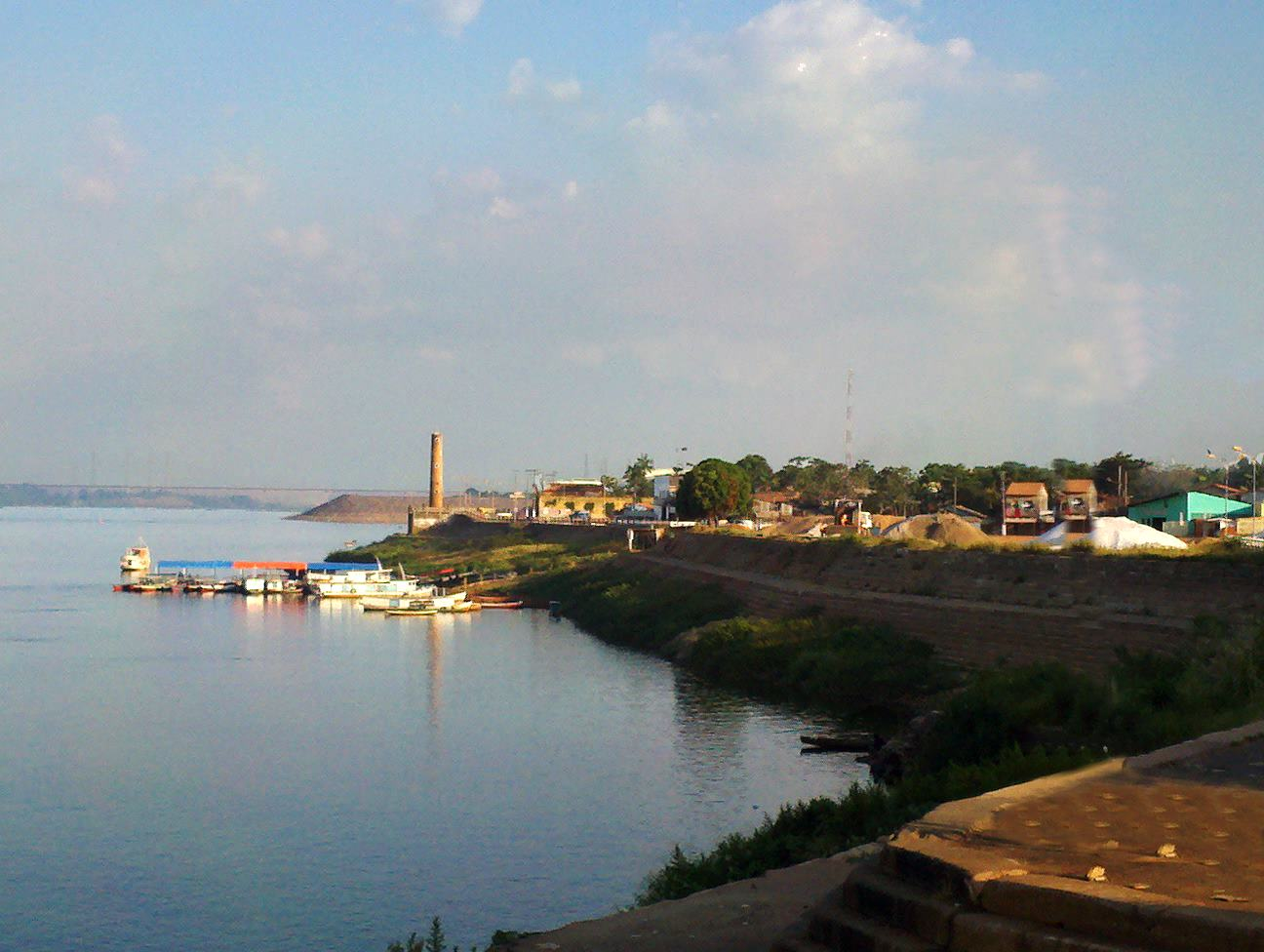
La marge de la ville de Tucuruí

## Maires
| Période | Période | Identité         | Étiquette | Qualité |
| ------- | ------- | ---------------- | --------- | ------- |
| 2009    | 2012    | Sancler Ferreira | PPS       |         |

## Personnalités
- Liah Soares, chanteuse brésilienne, y est née le 18 janvier 1980.
- Agberto Guimarães, athlète brésilien, y est né le 18 août 1957.